# آلفرد پی اسلون
 آلفرد پی اسلون (انگلیسی: Alfred P. Sloan؛ ۲۳ مهٔ ۱۸۷۵ – ۱۷ فوریهٔ ۱۹۶۶) یک بازرگان اهل ایالات متحده آمریکا بود.